# Uma Lulik

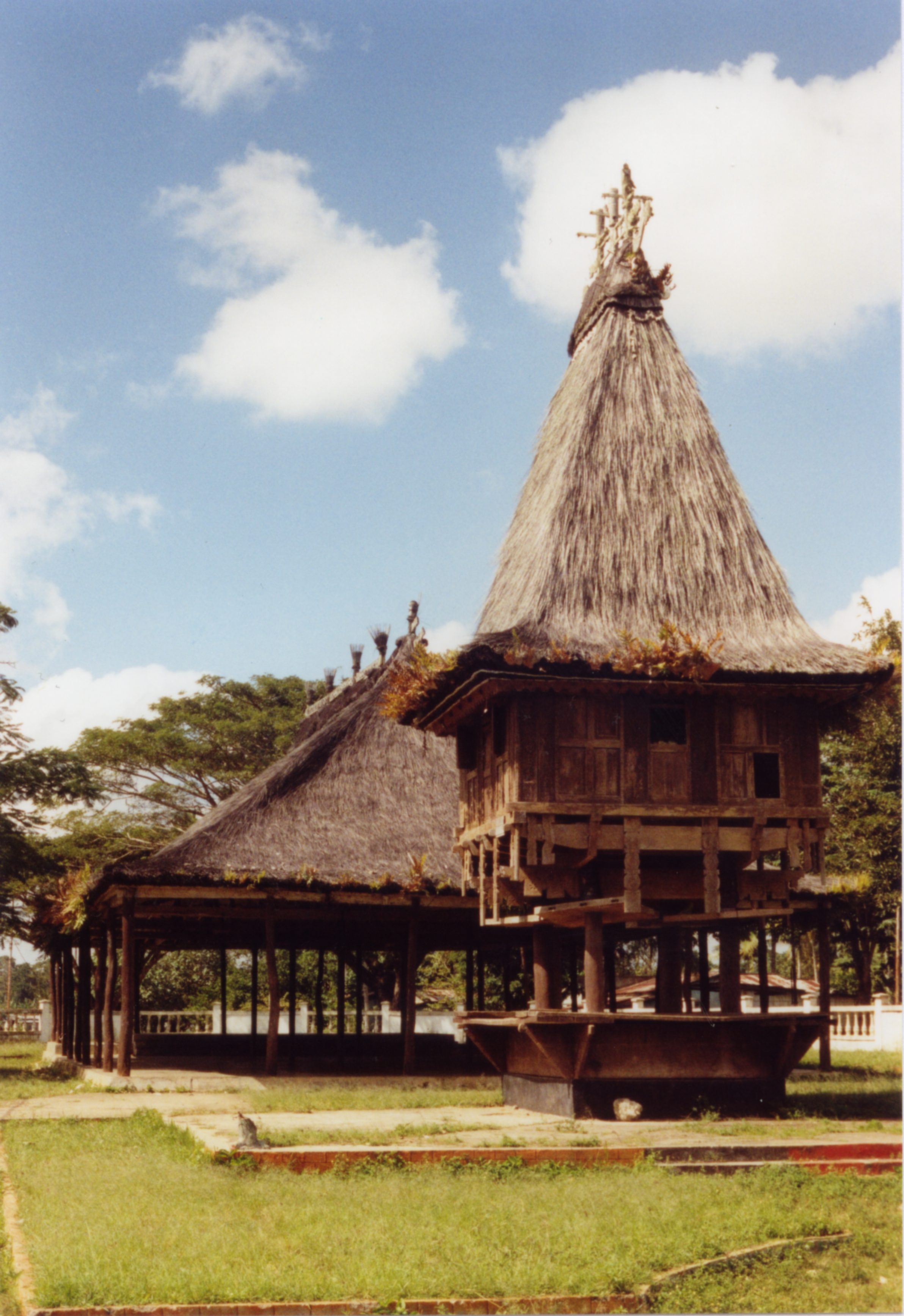
Ein Uma Lulik oder Lee-teinu in Lospalos (Osten von Osttimor)

Das Uma Lulik (Lee-teinu in Fataluku, Uma Luli in Naueti, Oma Falu in Makasae) ist die überregionale Bezeichnung für die traditionellen Reliquienhäuser in den Dörfern der südostasiatischen Insel Timor. Man unterscheidet sie damit von den Schlaf- und Wohnhäusern (tetum Uma tidor). Der Baustil, den die Fataluku im äußersten Osten der Insel verwenden, dient im Staat Osttimor als Nationalsymbol, obwohl sie nur einen kleinen Teil der Bevölkerung ausmachen und es noch mindestens zwei weitere Bautypen für Uma Luliks im Lande gibt. Die steilen Dächer der Fataluku-Häuser dienen auch als Vorbild für moderne Gebäude, wie zum Beispiel beim Präsidentenpalast, dem Flughafen und Hafen von Dili oder die katholische Kirche von Lospalos.
Das älteste noch existierende Uma Lulik befindet sich in Tineru in der Gemeinde Bobonaro.

## Hintergrund

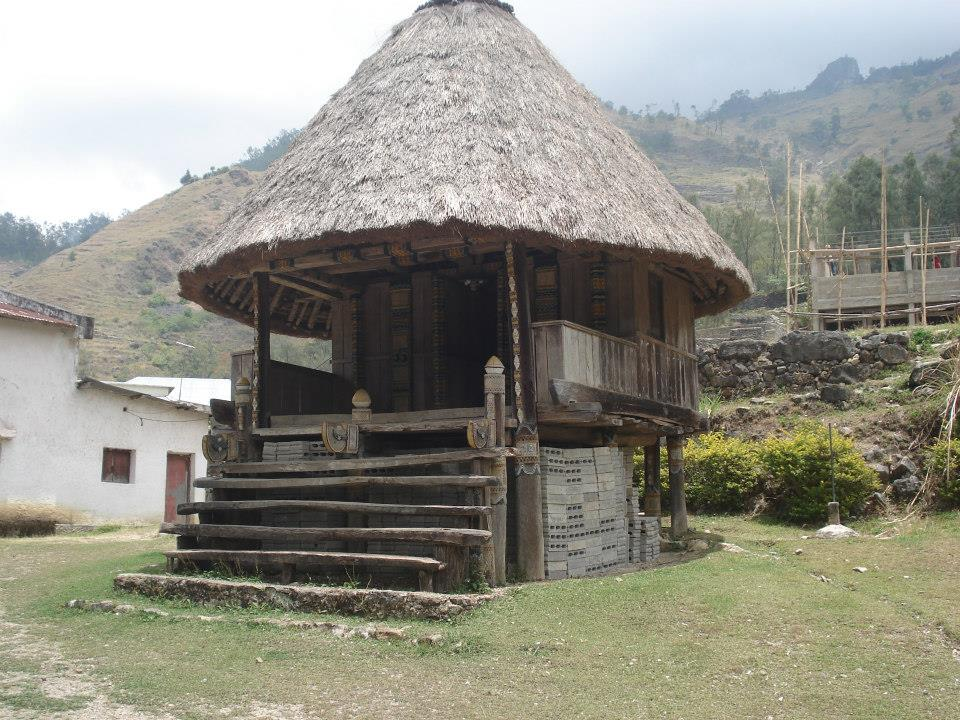
Ein Uma Lulik an der Straße zwischen Aileu und Dili (Zentrum von Osttimor)

Nach dem traditionellen Glauben Timors können, wie auch Bäume, Felsen und Quellen, Gegenstände eine besondere Naturenergie enthalten und gelten deswegen als machtvolle, heilige Objekte (Sasan Lulik). Sie werden im Uma Lulik (Tetum für deutsch Heiliges Haus) aufbewahrt. Das Wort Lulik bezeichnet dabei sowohl diese Kraft, als auch das Adjektiv „heilig“. Trotz der zahlreichen und linguistisch sehr unterschiedlichen Ethnien, kommt dieses Konzept bei allen auf Timor heimischen Gruppen vor, ebenso wie andere gemeinsame Glaubensvorstellungen. Neben der Bedeutung als Reliquienhaus sind die Uma Luliks Symbol der Gemeinschaft und ihrer Identität, weswegen ein Uma Lulik im Stil der Fataluku 2002 auch in der Landeshauptstadt in Dili errichtet wurde.
Das Uma Lulik der Fataluku hat ein steiles Dach, einen quadratischen Grundriss und steht auf Stelzen. Die heiligen Häuser im Zentrum Osttimors sind Rundbauten mit gewölbten Dächern, während im Westen des Landes wieder rechteckige Pfahlbauten üblich sind.

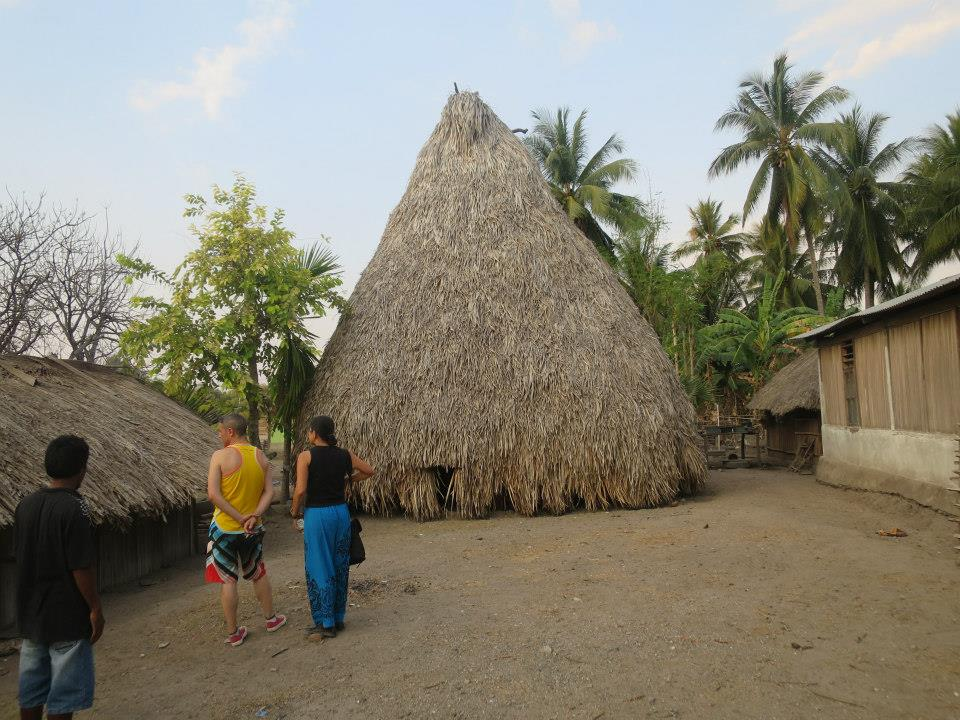
Uma Lulik in Biacou (Westen von Osttimor)

Das heilige Haus hat nach vorne und zu einer Seite hin eine Tür, ist umzäunt und mit Büffelschädeln geschmückt. Eine der beiden Türen ist dem Dato-lulik, dem der örtlichen Priester, vorbehalten, durch die andere kommen jene, die ihn um Rat fragen wollen. Neben den heiligen Gegenständen wird im Uma Lulik auch der Zeremonienschmuck der Dato-Luliks aufbewahrt. Eine runde, metallene Brustplatte (Belak), Armreife und eine Krone mit langen büffelartigen Hörnern, die Kaibauk. Ein Kuriosum unter den heiligen Objekten sind bis zu 200 Jahre alte portugiesische Militäruniformen und Nationalflaggen. Schloss ein Liurai ein Bündnis mit der Kolonialmacht, erhielt er im Gegenzug einen militärischen Rang, entsprechend seinem Status unter den Herrschern der Insel und eine portugiesische Flagge. Als Symbol der Macht der Portugiesen, trugen sie diese Macht auch in sich und gaben sie damit auch weiter an den lokalen Herrscher.
In den 1920er Jahren fanden Missionare in Uma Luliks in Bobonaro und Cova Lima katholische Gegenstände, darunter eine Statue der Maria Rosenkranzkönigin. Zudem entdeckte man einen portugiesischen Brief aus dem Jahre 1790, der von bereits vergessenen Missionierungen in der Region berichtete. Auch in anderen Uma Luliks soll es heute noch Kreuze und Heiligenfiguren aus der Zeit der Missionierung geben. Die Zeugnisse der Missionierungsversuche fanden Aufnahme in den Uma Luliks, da man sie als heilige Objekte nicht respektlos behandeln konnte.

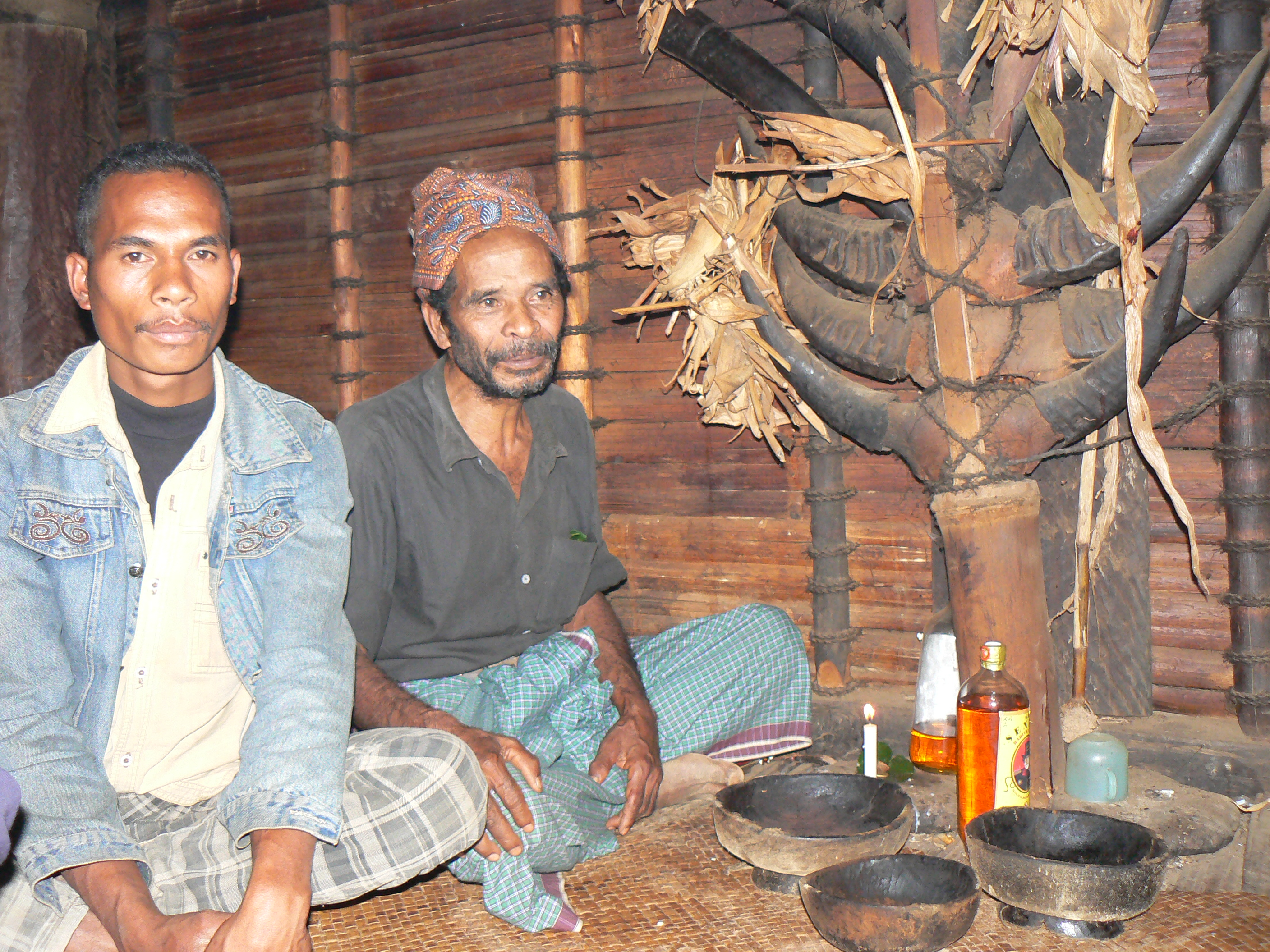
Im Uma Lulik in Estado

Jedes timoresisches Dorf hatte früher zwei Uma Lulik. Wurde ein neues Dorf gegründet, war ein Uma Lulik das erste Gebäude, das errichtet wurde. Das größte des jeweiligen Reiches stand neben dem Wohnhaus des Liurai, des traditionellen Herrschers, doch spätestens bei der Gewaltwelle 1999, vor Abzug der indonesischen Besatzer wurde ein Großteil der Uma Lulik zerstört. Schon zuvor ließen portugiesische Missionare in ihrem Bestreben das Land zu christianisieren, Uma Luliks niederbrennen. Da die Missionierung aber nie konsequent durchgeführt wurde, gab es in der Kolonialzeit einen ständigen Wechsel von Zerstörung und Wiederaufbau. Heutzutage werden Uma Luliks wieder neu errichtet, auch wenn sich die Bevölkerung fast ausschließlich als katholisch bezeichnet. Sie sind nun ein Zeichen neuem nationalen Selbstbewusstseins. Der materielle Verlust eines Uma Luliks wird dabei nicht als Vernichtung angesehen, denn das Gebäude repräsentiert nur die gesellschaftliche Gruppe dahinter. Die Gebäude und die in ihm enthaltenen heiligen Gegenstände können zerstört oder gestohlen, genauso aber auch wieder erschaffen und neu beseelt werden. Letzteren Prozess nennt man aluli. Trotzdem ist die Respektlosigkeit oder die Zerstörung eines Uma Luliks nicht von geringer Bedeutung. Dies konnte einen Krieg auslösen oder dem Glauben nach zu Krankheit und Tod von Familienmitgliedern führen. Die Zerstörung von heiligen Objekten trennt die spirituelle Macht nicht von den Menschen, sondern steigert ihr (zerstörerisches) Potential.
In den Uma Luliks werden auch die Zeremonien durchgeführt, um minderschwere Verbrechen und Nachbarstreitigkeiten zu sühnen, auch weil hier die dafür notwendigen rituellen Gegenstände aufbewahrt werden. Da das Justizsystem des Landes mit solchen Kleinprozessen überlastet wäre, entwickelte man aus der Tradition einen formalen Prozess zur Versöhnung in den Gemeinden (Community Reconciliation Process), der sowohl rechtlich als auch gesellschaftlich anerkannt wurde.
Die Zeichnung eines Uma Lulik der Fataluku fand sich auch auf Wappen und Flagge von Timor Timur, dem von Indonesien besetzten Osttimor (1975–1999). Auch heute finden sich Uma Luliks in verschiedenen Logos wieder.

## Galerie

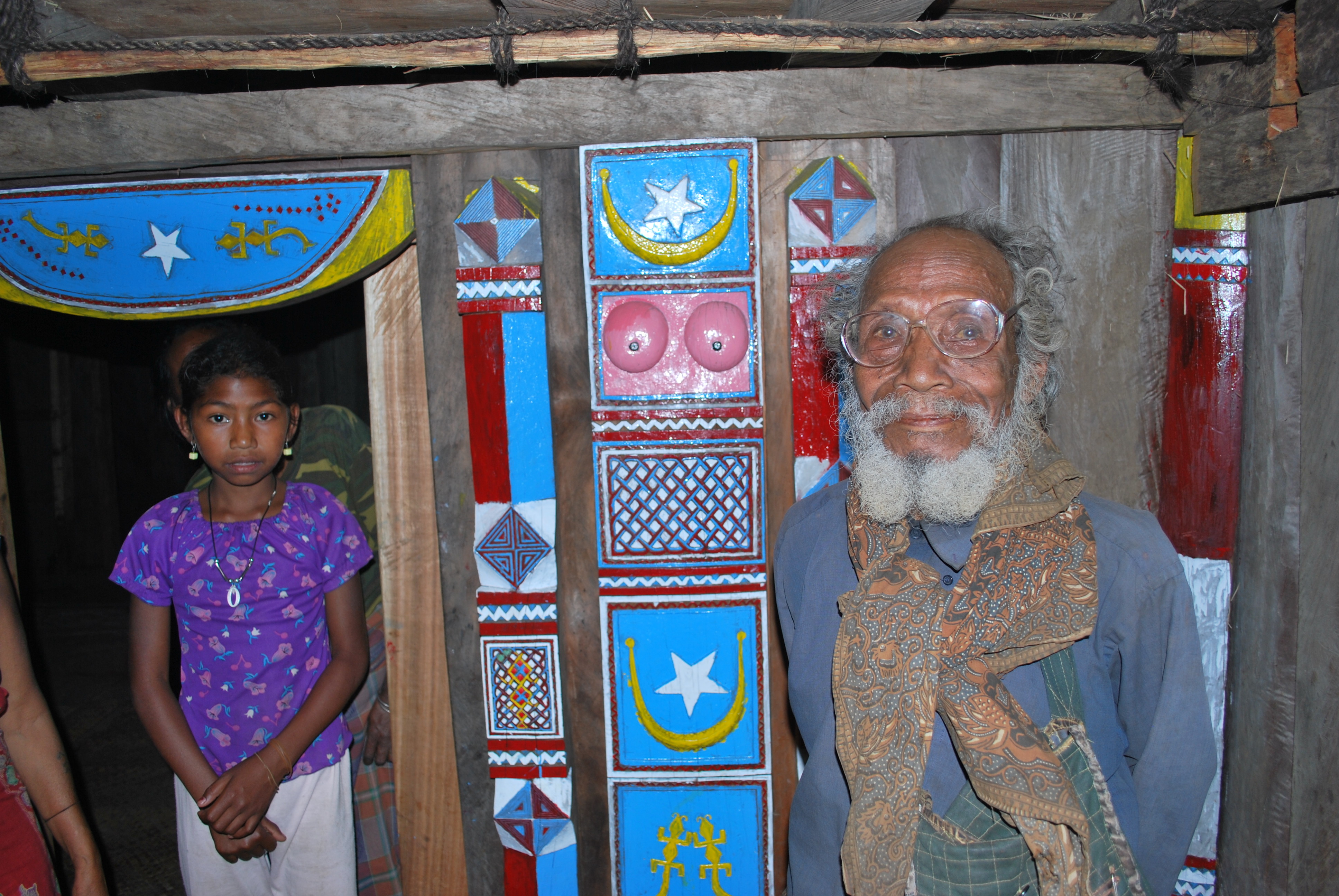
Im Uma Lulik in Fatuc Laran
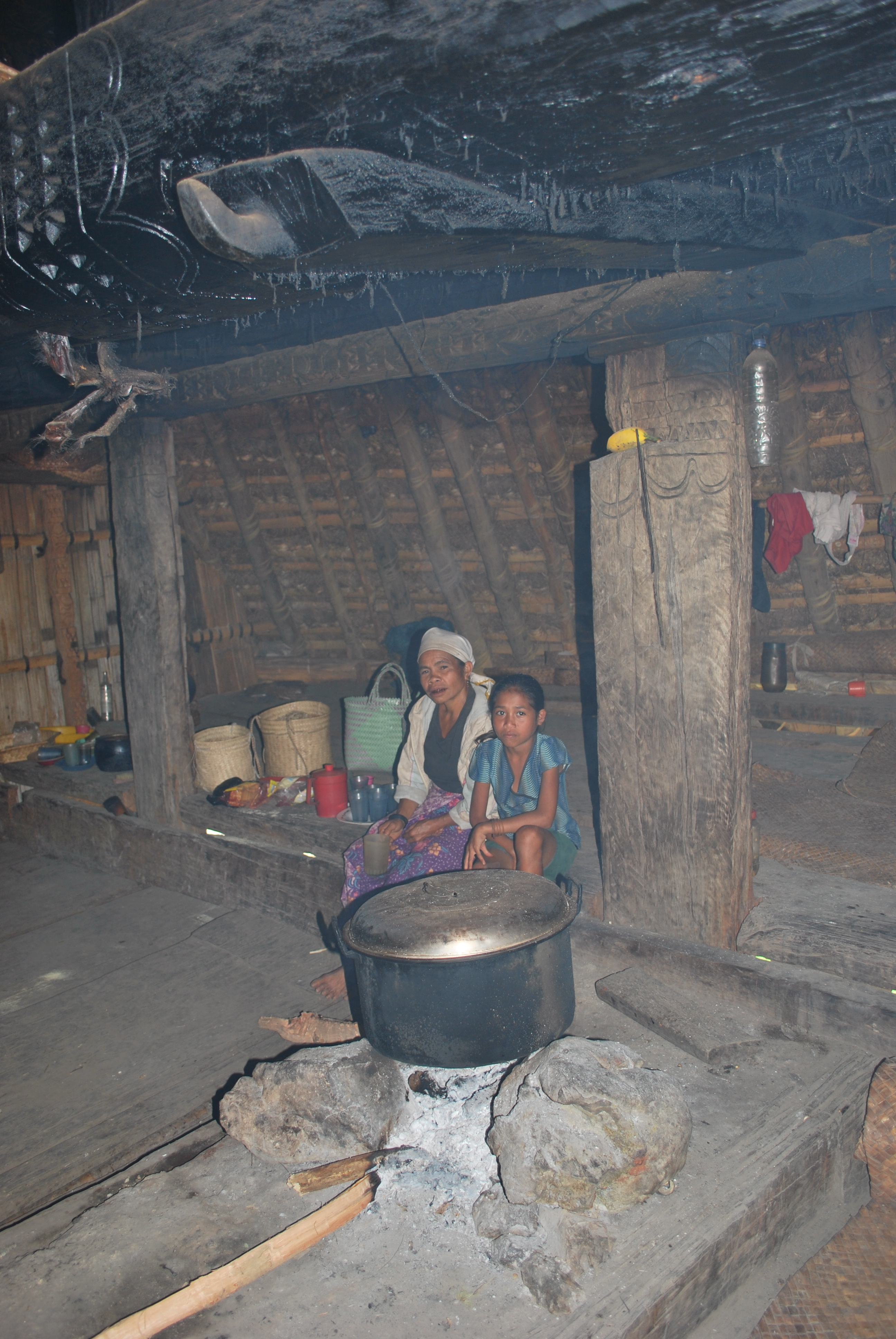
Im Uma Lulik in Fad Locar, Hautio, Nuno-Mogue
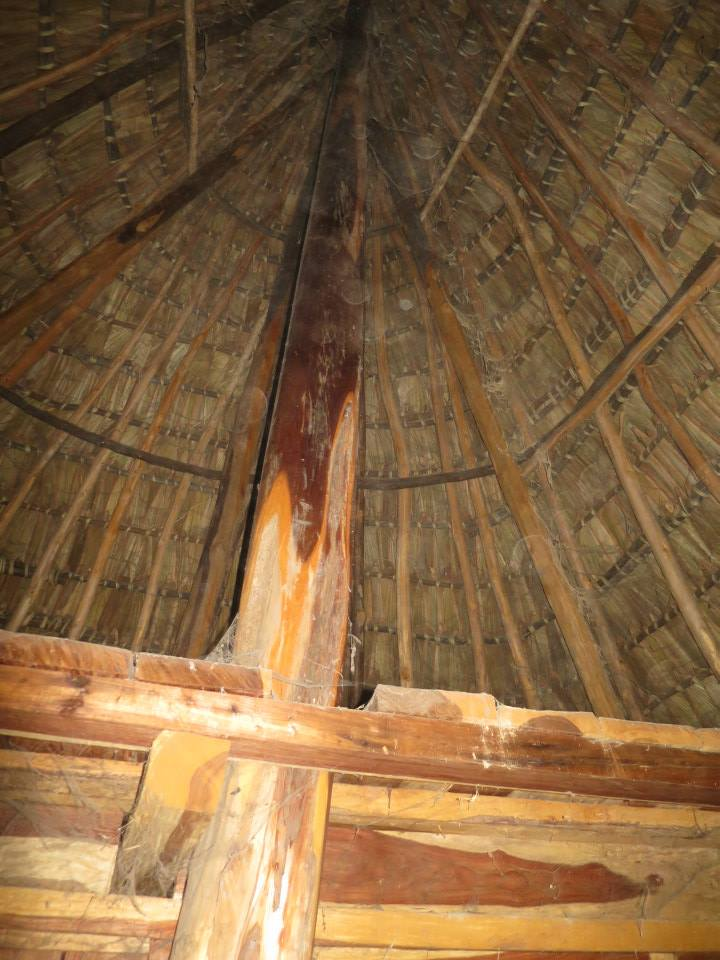
Das Dach des Uma Luliks von Biacou
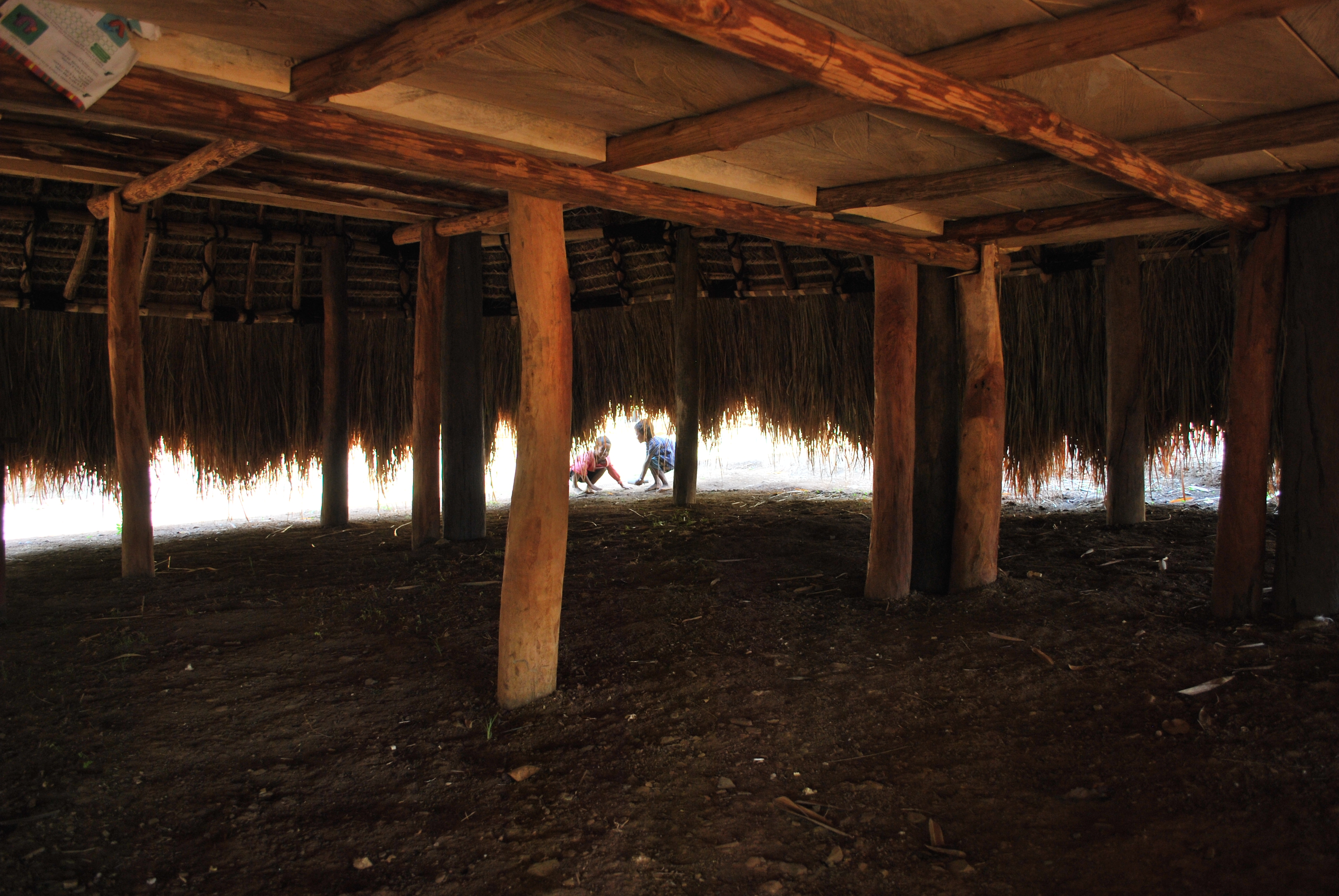
Pfahlkonzentration in Maununo, Cassa
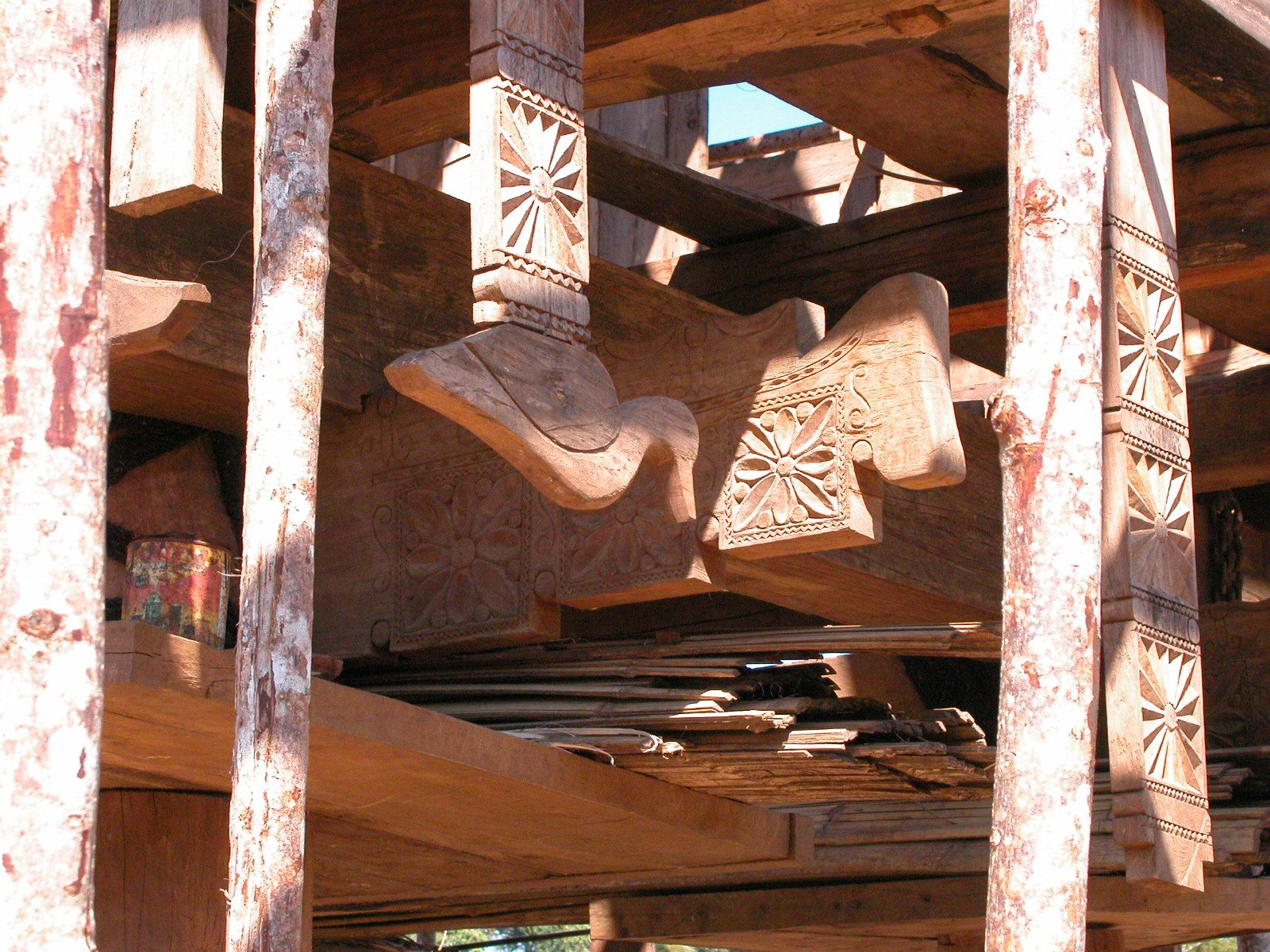
Schnitzereien an einem Uma Lulik in der Gemeinde Lautém
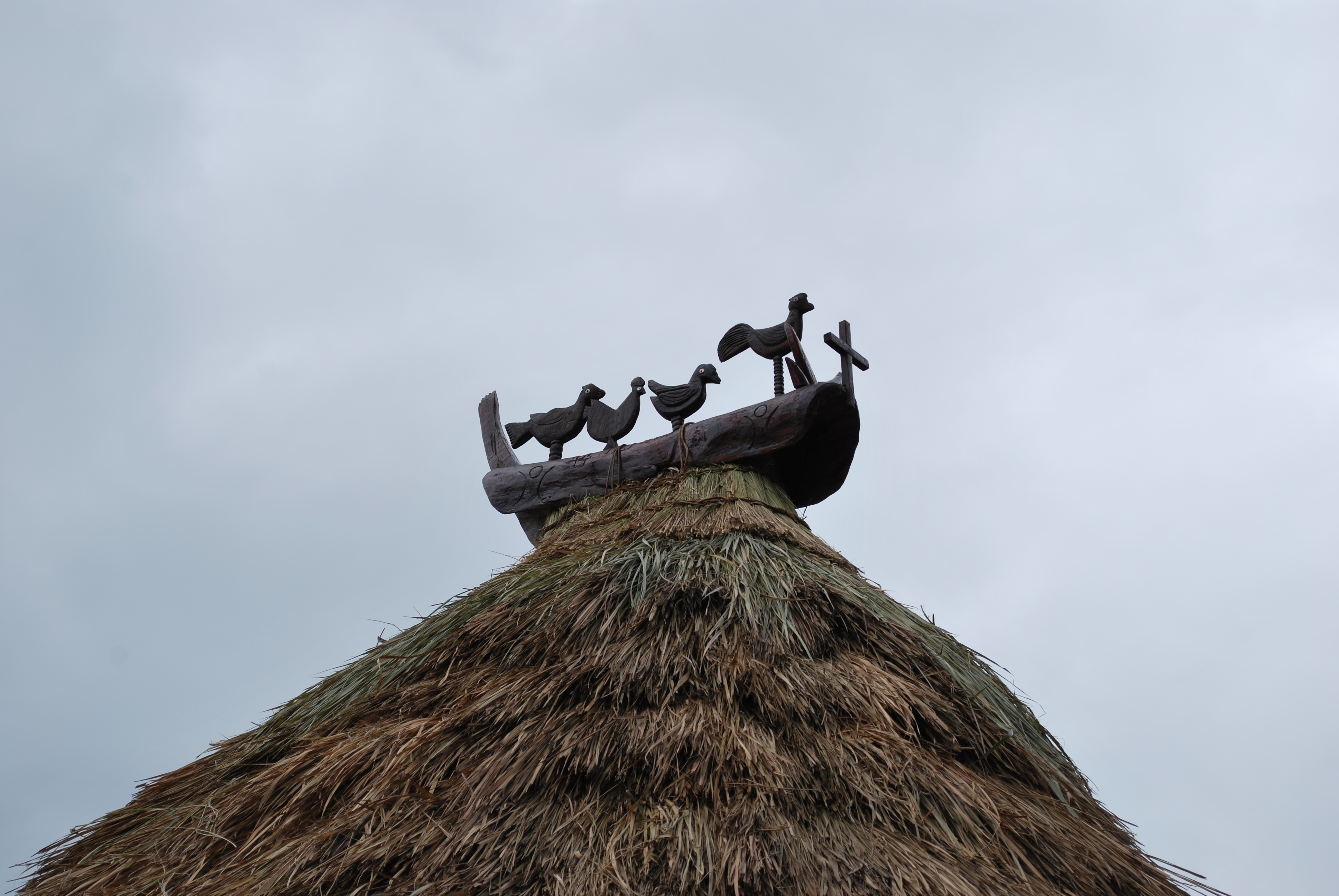
Dachfiguren in Tumin
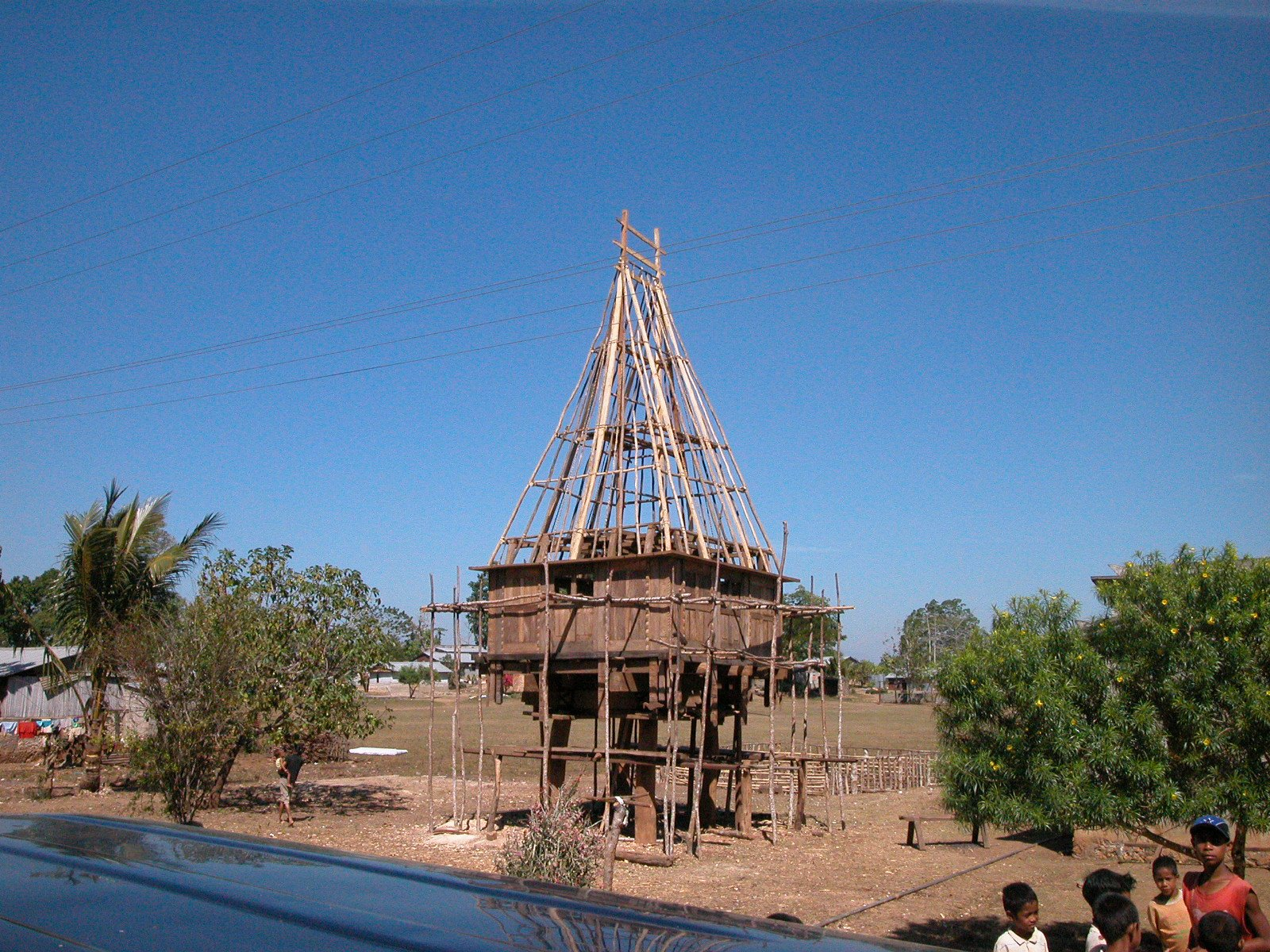
Neubau in der Gemeinde Lautém
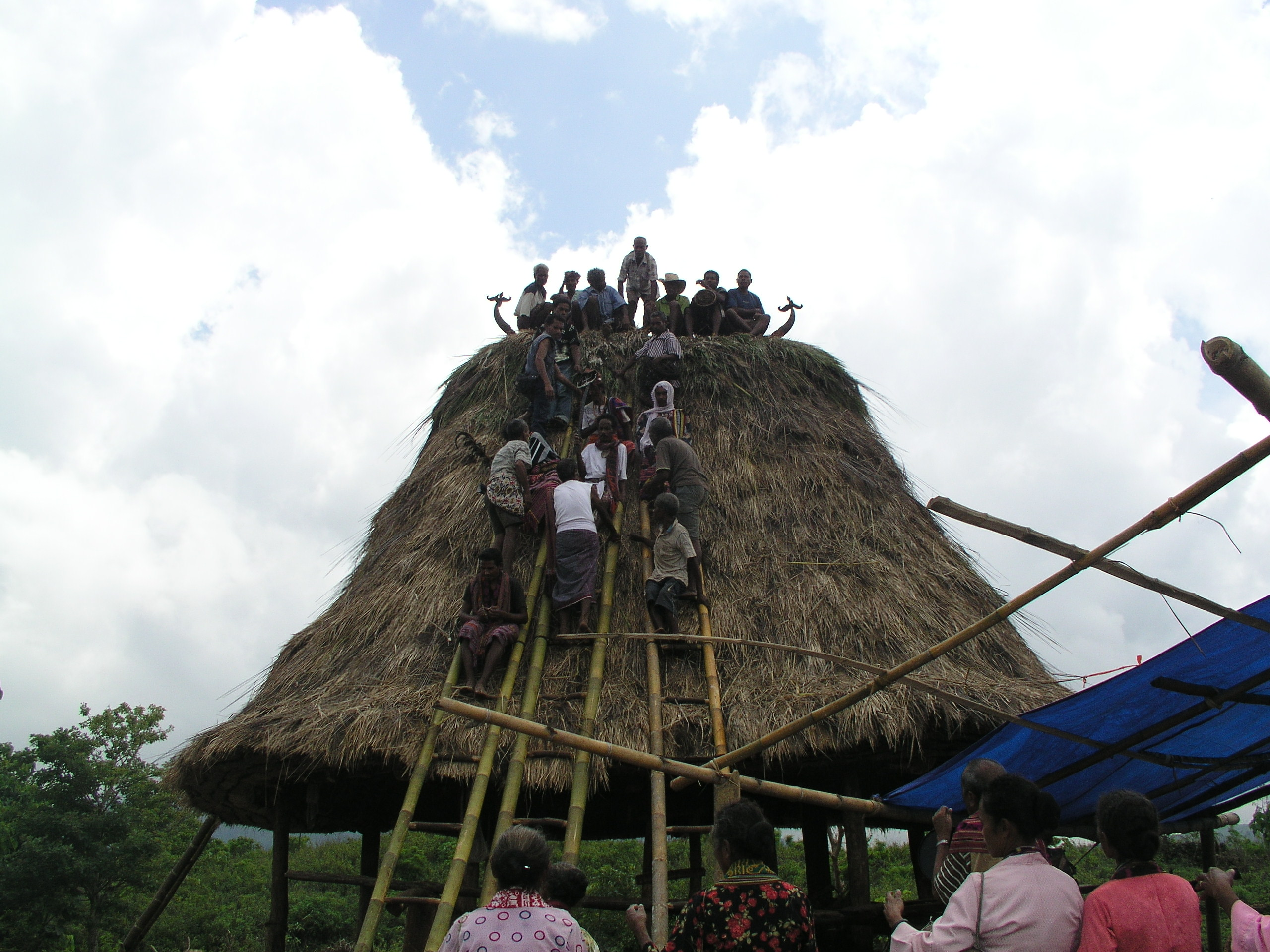
Neubau in Venilale
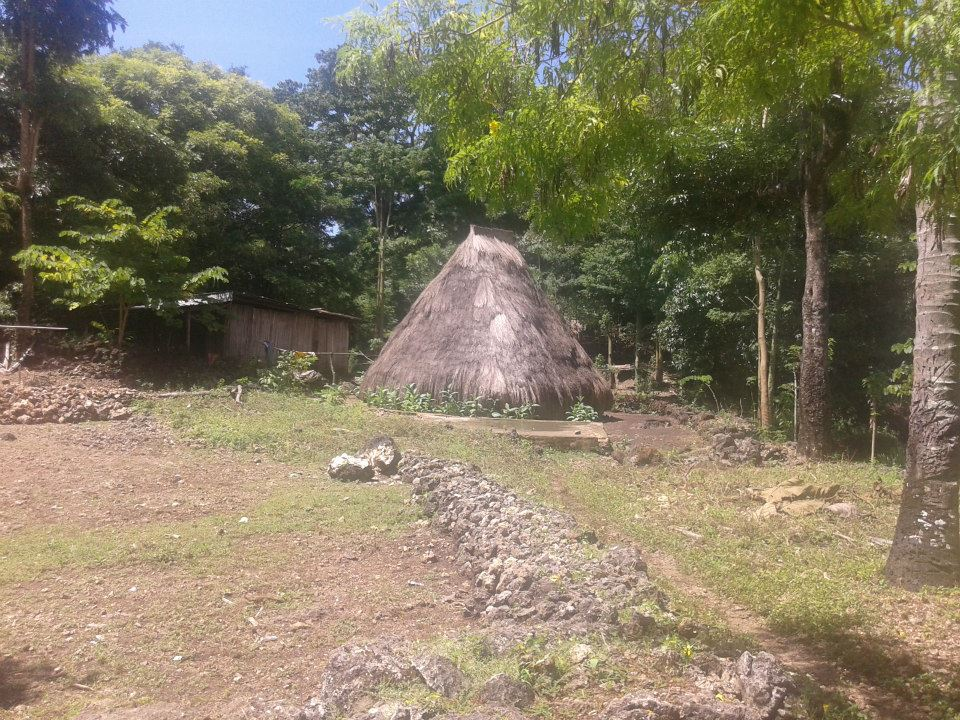
Uma Lulik in Leohito
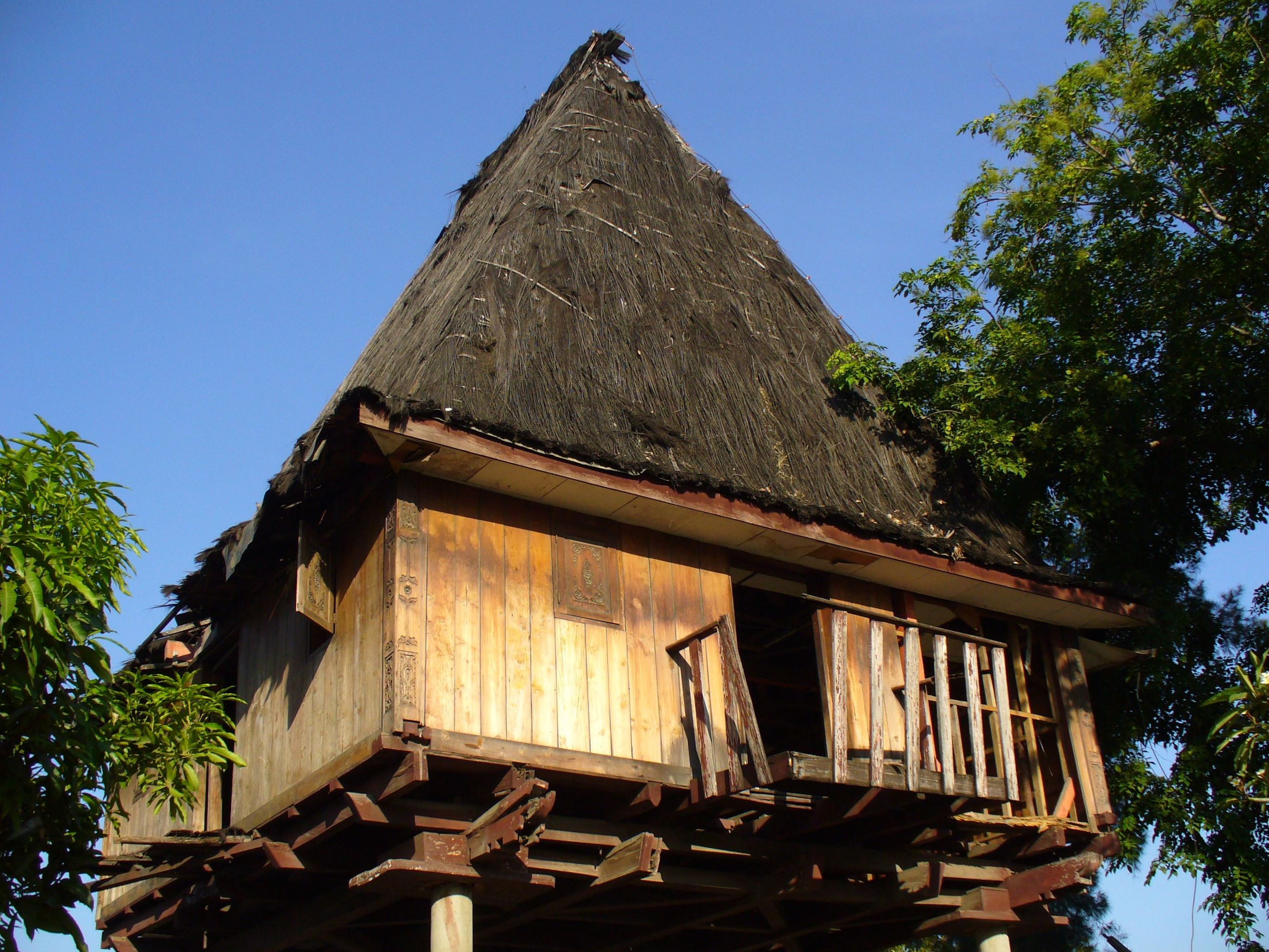
Das Uma Lulik der Fataluku in Dili
Flagge Timor Timurs
Asosiasaun Radio Komunidade Timor-Leste
Logo der Volkszählung 2010
Nationaldirektorat für Grundstücke, Eigentum und Katasterwesen
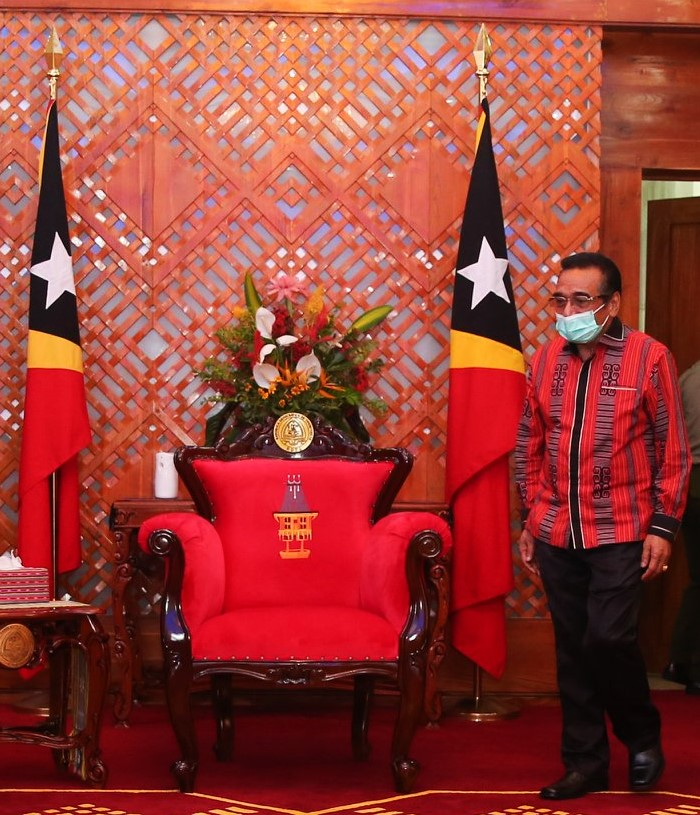
Abbildung eines Uma Lulik auf dem Stuhl des Staatspräsidenten